# ホルモン
ホルモン（ドイツ語: Hormon、英語: hormone）は、狭義には生体の外部や内部に起こった情報に対応し、体内において特定の器官で合成・分泌され、血液など体液を通して体内を循環し、別の決まった細胞でその効果を発揮する生理活性物質を指す。ホルモンが伝える情報は生体中の機能を発現させ、恒常性を維持するなど、生物の正常な状態を支え、都合よい状態にする重要な役割を果たす。ただし、ホルモンの作用については未だわかっていない事が多い。

## 定義・命名
ホルモンは古代ギリシア語: ὁρμᾶν（hormān,「刺激する」「興奮させる」の意）を語源に、20世紀初頭にセクレチンを発見したウィリアム・ベイリスとアーネスト・スターリングによって命名された。

## 種類
ホルモン分子の種類は、生物が進化のどのような段階であるか、また同一の個体でも成長段階によって変わる。数多くのペプチドは無脊椎動物・脊椎動物双方に見られ、構造の相関性を持つものも多い。その他脊椎動物が持つ主なものにはポリペプチド・アミン・カテコールアミン・ステロイドなどがある。
生体内の特定の器官の働きを調節するための情報伝達を担う物質であり、栄養分などとは違って、ホルモンの体液中の濃度は非常に微量であるのが特徴。例えば、低分子量のホルモン血液中の濃度は10−6から10−8 mol/L（nmol/L＝ナノモル）、ポリペプチドホルモンで10−9から10−12 mol/L、程度と低濃度である。

## 内分泌系
ホルモンの分泌形式を内分泌系（endocrine system、または液体調整系）と呼ぶ。これは、ホルモンの分泌は体内（体液中）であることから、汗など体外（消化管等の管腔を含む）に分泌される外分泌（exocrine secretion）と対比する呼び方である。ホルモンを分泌する器官を内分泌器官（endocrine organs）と呼ぶ。
ホルモンが生成される部位は数多い。脊髄動物の場合、神経の情報を受けて視床下部・下垂体・副腎髄質などで、細胞の状態から情報を受けて性腺・副腎皮質・甲状腺濾胞細胞・心臓などで、栄養情報から消化管・膵臓・甲状腺濾胞傍細胞・副甲状腺などで作られる。これらのホルモンの貯蔵方式も様々である。ペプチドホルモンやアミンホルモンは分泌顆粒の中に蓄えられ、甲状腺が分泌するホルモンはタンパク質の形で維持される。これらに対しステロイドホルモンでは貯蔵例が発見されていない。分泌されたホルモンは体液を通じて運ばれるが、甲状腺ホルモンはある種のタンパク質と結合した状態で輸送される。
ホルモンが作用を発揮する器官をホルモンの標的器官（target organ）、実際に作用を起こす細胞をホルモン標的細胞（target cell）と呼ぶ。ここには、ホルモン分子に特異的に結合する蛋白質であるホルモン受容体（ホルモン・レセプター）が存在する。受容体がホルモンと結合することが、その器官でホルモンの作用が発揮される第一のステップとなる。標的器官が非常に低濃度のホルモンに鋭敏に反応するのは、このホルモン受容体蛋白質が、ホルモン分子とだけ強く結合する性質が基本となっている。
アミンやペプチドホルモンといった水溶性ホルモンは細胞膜上の受容体（レセプター）で受容され、細胞膜の構造や機能を変化させたり、生成させた第二メッセンジャーを細胞内部に浸透させて働きを起こす。甲状腺ホルモンやステロイドホルモンといった脂溶性ホルモンはそのまま細胞膜を通過することができ、細胞内（核内）に存在する受容体と結合することにより複合体となって遺伝子情報に制御を加える働きを持ち、特定遺伝子の活動を活発にしたり、伝令RNAの生成を促したりする。甲状腺ホルモンは細胞膜やミトコンドリア上にも結合する部位が見つかっているが、その機能は明らかになっていない。
ホルモンによって行われる、ある器官の機能の調節のことを、体液循環を介した調節であることから液性調節と呼ぶ。液性調節は、神経伝達物質を介した神経性調節に比べて、時空間的には厳密なコントロールができない一方、遠く離れた器官に大きな影響を与えることができる、コストのかからない調節であるといえる。また、アドレナリンなど液性調節と神経性調節の両方でシグナル伝達に介在する物質もある。ただしホルモンは神経伝達物質などと物質が共通しているものが多く、また神経伝達物質も必ずしもシナプス内だけで働くものではない。そのため、神経伝達物質や細胞増殖因子とホルモンを特に区別しない場合もある。実際に、ホルモンは他の情報系や標的細胞の様々な要因と密接に関連しながら作用を及ぼす。

## ホルモンの検出と測定法
ホルモンは、非常に微量でその作用を発揮するようにできており、血液などの体液中での濃度も極めて低い。そのため、ホルモンを、その物質としての性状から他の物質と分離・精製するのは一般に困難である。しかし、ホルモンの濃度を調べることは、特定の病気の診断において、非常に重要な場合がある。

### 生理活性を利用した手法
ホルモンの生体内での生理活性を指標にする方法。ホルモンの濃度の国際単位はこの方法で決定されている。実験動物などにホルモンを投与し、その動物に起きる反応の大きさを、あらかじめ濃度のわかっているホルモン試料と比較することで、濃度を推定する。実験動物を用いた方法に加え、特定の培養細胞を用いた方法も開発され、基準化および簡便化が図られている。

### 免疫学的な手法
ホルモンに対して特異的に結合する抗体を測定対象の試料に加え、ホルモンと抗体との複合体を形成させ、このホルモンと結合した抗体の量を何らかの方法で測定する方法。生理活性を用いた方法よりも簡便で安価であり、実際の診療に用いられる場合が多い。

## ヒトのホルモン一覧
- 蛋白質ホルモン（単純ペプチド、糖蛋白質）
  - インヒビン
  - 副甲状腺ホルモン（PTH）
副甲状腺ホルモンは血中カルシウム濃度を上げるホルモン。カルシトニンと逆の性質を持つ。動態は、副甲状腺から分泌される。作用は、血中カルシウム濃度を上げるために、破骨細胞を活性化して骨吸収を促進し、血中からカルシウムを奪うリンを腎臓で排泄し、血中でカルシウムを抱えているアルブミンがカルシウムを手放すように腎臓で重炭酸イオンを排泄してアシドーシスにし、血中カルシウム濃度を上昇させる働きのあるビタミンDを腎臓で合成し、腎臓からのカルシウムの排泄を抑制する。調節は、副甲状腺の主細胞で血中カルシウム濃度を感知して、血中カルシウム濃度が上昇すると分泌が低下し、血中カルシウム濃度が低下すると分泌が上昇する。
  - カルシトニン
カルシトニンは血中カルシウム濃度を下げるホルモン。副甲状腺ホルモンと逆の性質を持つ。動態は、甲状腺の傍濾胞細胞などから分泌される。作用は、血中カルシウム濃度を下げるために破骨細胞による骨吸収を抑制する。調節は、血中カルシウム濃度が上昇すると分泌が亢進し、血中カルシウム濃度が低下すると分泌が低下する。
  - 甲状腺刺激ホルモン放出ホルモン（TRH）
  - 甲状腺刺激ホルモン（TSH）
  - バソプレッシン（抗利尿ホルモン）（ADH）
  - 副腎皮質刺激ホルモン放出ホルモン（CRH）
  - 副腎皮質刺激ホルモン（ACTH）
  - 性腺刺激ホルモン放出ホルモン(GnRH)
  - 性腺刺激ホルモン
    - 黄体形成ホルモン（LH）
    - 卵胞刺激ホルモン（FSH）
    - 絨毛性ゴナドトロピン

  - プロラクチン（PRL）
  - メラトニン
  - オキシトシン
  - インスリン
  - グルカゴン
  - ソマトスタチン
  - 膵臓ポリペプチド
  - 成長ホルモン放出ホルモン
  - 成長ホルモン

- アミン・アミノ酸誘導体ホルモン
  - 甲状腺ホルモン
    - チロキシン（サイロキシン）

  - 副腎髄質ホルモン
    - アドレナリン
    - ノルアドレナリン

- ステロイドホルモン
  - 男性ホルモン
    - アンドロゲン
      - テストステロン

  - 女性ホルモン
    - エストロゲン（卵胞ホルモン）
    - プロゲステロン（黄体ホルモン）

  - 鉱質コルチコイド（アルドステロン）
  - 糖質コルチコイド（コルチゾール）